# 何斌臣
何斌臣（16世紀—17世紀），名光宇，字和陽，浙江紹興府山陰縣人，明朝軍事人物。

## 生平
何斌臣是萬曆元年（1573年）癸酉科武舉人，二十九年（1601年）辛丑科武進士，任羅定中路守備，三十七年（1609年）調欽州守備，南屯時訓練士兵、嚴防險要，餘暇則會與文士談論詩文，尤其擅長楷法，因征討黎族人有功陞南頭參將，調瓊崖參將。
萬曆四十六年（1618年）陞潮漳副總兵，討伐海寇袁進、李忠期間於各處出水口島嶼設伏，督率官兵扼險，插立木牌冒稱商船漁艇不可取水，並放置毒草穢物作疑兵計，驅逐海寇到白沙湖、漳彭山，使海寇接受安撫。天啟元年（1621年）正月任南京後軍都督府署都督僉事，仍管潮漳副總兵事，同年閏二月充浙江總兵官。著有《七書註疏》。

## 引用
1. ↑  《山陰峽山何氏簡譜》：太高高祖 紹寧公 諱國輔，原名光邁。天啟丁卯順天舉人。贈中憲大夫。行實載通志及郡縣志。崇祀鄉賢……從弟斌臣，原名光宇，號和陽。萬曆辛丑【武】進士。
2. 1 2  民國《南澳志·卷四·職官》：武職 明副總兵……何斌臣 浙江山陰人，武進士，萬曆四十七年任，有傳……何斌臣，山陰人，武進士。萬曆己未海寇袁進、李忠聚眾連綜舟跋扈漳潮之境，斌臣力請剿討，督率官兵扼險設伏於各處出水島嶼，插立木牌大書商船漁艇不可在此取水，多置毒草穢物為疑兵計，遂逐賊於白沙湖，又逐之於漳彭山，賊大窘就撫於閩。斌臣好善下士，輕裘緩帶，有儒將風。
3. ↑  嘉慶《山陰縣志·卷十·選舉一》：萬厯 元年癸酉……何斌臣 都督，辛丑科（武進士），據府志補
4. ↑  《明神宗顯皇帝實錄·卷四百六十二》：（萬曆三十七年九月乙未）原任兩廣總督戴燿條言欽州善後四事……以羅定中路守備何斌臣調移欽州……
5. ↑  道光《廉州府志·卷十八·宦蹟》：何斌臣，字和陽，山陰武進士。萬厯三十七年任欽州守備，文武全才，智勇足備，徙大營於南屯時訓練、嚴鎖鑰，布置有方，暇與文士談經吟詠唱和，尤工楷法。進征黎賊有功，陞南頭參將，累官左都督、總兵官，有《七書註疏》行世。 《欽州志》增輯
6. ↑  《明神宗顯皇帝實錄·卷五百七十三》：（萬曆四十六年八月丙寅）陞永昌參將祁秉忠為涼州副總兵，瓊崖參將何斌臣為潮漳副總兵，守備胡遵榮為神機十營遊擊，把總陳文煬為欽州遊擊，神機坐營張邦鉉為揚州遊擊，遊擊顏尚久為大同東路參將，沿河口守備王國士為遵化右車營遊擊。
7. ↑  《明熹宗悊皇帝實錄·卷五》：（天啟元年正月壬辰）命新任南京後府署都督僉事何斌臣仍照舊管潮漳副總兵事，以兩廣總督許弘綱廣東廵按王命璿會疏請留故也。
8. ↑  《明熹宗悊皇帝實錄·卷七》：（天啟元年閏二月辛丑）以署都督僉事楊茂春、白慎修、張國柱、何斌臣俱充總兵官，茂春鎮守薊州永平，慎修鎮守居庸昌平，國柱鎮守大同，斌臣鎮守浙江。
9. ↑  民國《鎮海縣志·卷十七·職官下》：閫帥……天啟 何斌臣，字和陽，武進士，山陰人，元年任